# Horace (Dacota do Norte)
Horace é uma cidade localizada no estado norte-americano de Dacota do Norte, no Condado de Cass.

## Demografia
Segundo o censo norte-americano de 2000, a sua população era de 915 habitantes.
Em 2006, foi estimada uma população de 1464, um aumento de 549 (60.0%).

## Geografia
De acordo com o United States Census Bureau tem uma área de
5,8 km², dos quais 5,8 km² cobertos por terra e 0,0 km² cobertos por água.

## Localidades na vizinhança
O diagrama seguinte representa as localidades num raio de 16 km ao redor de Horace.